# شمس الدين التتائي
شمس الدين التَّتَائي، (942 هـ - 1535 م)، هو محمد بن إبراهيم بن خليل التتائي، فقيه من علماء المالكية. نسبته إلى «تتا» من قرى المنوفية في مصر. نعته الغزي بقاضي القضاة بالديار المصرية.
من كتبه:
- «فتح البديع الوهاب شرح التفريع لابن الجلاب» - مطبوع
- «فتح الجليل» شرح به مختصر خليل في الفقه شرحا مطولا - مخطوطة
- «جواهر الدرر» شرح به أيضا مختصر خليل في الفقه - مخطوطة
- «تنوير المقالة» في شرح رسالة ابن أَبي زَيْد القيرواني، فقه - مخطوطة
- «خطط السداد والرشد بشرح نظم مقدمة ابن رشد» فقه - مخطوطة